# 帕洛平托 (德克薩斯州)
帕洛平托（英語：Palo Pinto）是一個位於美國德克薩斯州帕洛平托縣的城市。根據2010年美國人口普查，該地共人口333人，而該地的面積約為2.30平方千米。同時該地也是帕洛平托縣的縣治。

## 地理
帕洛平托的座標為32°46′09″N 95°18′03″W / 32.76917°N 95.30083°W，而該地的平均海拔高度為317米（即1040英尺）。